# Tour du Gévaudan Occitanie

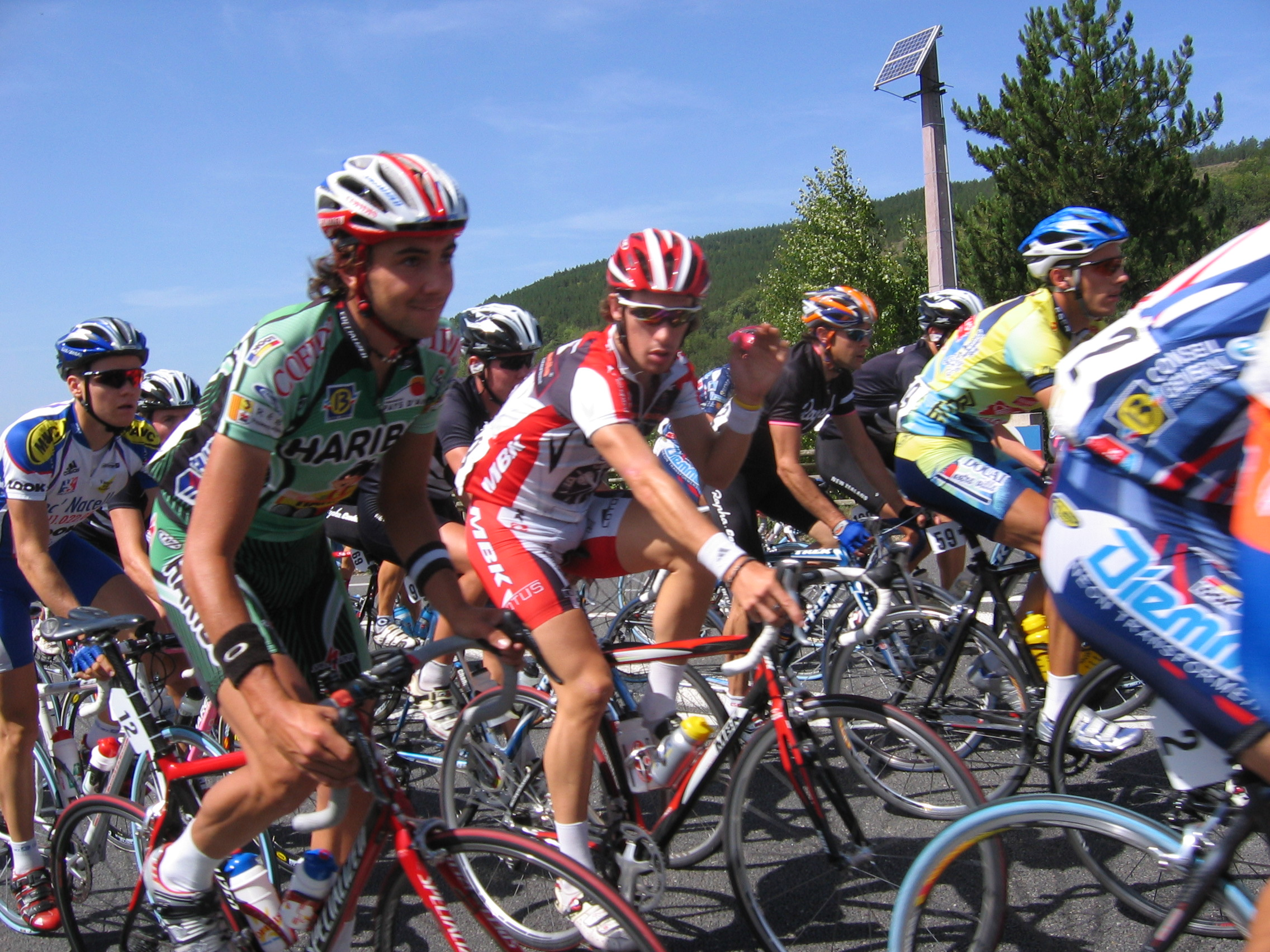
Les premiers kilomètres du tour 2006

Le Tour du Gévaudan Occitanie (Tour du Gévaudan Languedoc-Roussillon jusqu'en 2016) est une course cycliste française qui réunissait les plus prometteurs cyclistes amateurs des années 1980 - 1990, avant de disparaître. L'épreuve renaît en 2006 avec pour ambition de devenir rapidement une épreuve réservée aux professionnels. Elle rentre dans le calendrier de l'UCI Europe Tour en 2009. Toutefois le calendrier international 2015 conduit à l'annulation de l'épreuve, pour revenir l'année suivante mais en niveau national uniquement.
En 2019 la course élite masculine est abandonnée au profit d'une double épreuve : élite féminine et junior masculine. En 2021, une épreuve pour les juniors féminines apparaît. Elle intègre le calendrier de la Coupe des Nations Femmes Juniors.

## Historique

### La course initiale
L'épreuve est créée en 1973 sous l'impulsion des clubs cyclistes lozériens. Elle se déroule traditionnellement en juin jusqu'en 1977, mais est contrainte de s'arrêter cette année-là. L'aventure repart en 1980, la date est alors avancée en mai.
Mais le cyclisme professionnel a, au début des années 1990, des exigences trop grandes pour un petit groupe de bénévoles, et l'épreuve disparaît en 1993 avec pour point d'orgue l'organisation à Mende de l'épreuve cycliste des Jeux méditerranéens.

### La renaissance
Avec la disparition du Grand Prix du Midi libre, et de son successeur le Tour du Languedoc-Roussillon, c'est une grande épreuve du calendrier qui disparaissait. De plus, la région Languedoc-Roussillon perdait là une vitrine médiatique très importante (l'Étoile de Bessèges et la Classic Haribo étant des courses de début de saison peu suivies du public non initié). Après l'édition 2007, annonce est faite que la course rejoindra l'UCI Europe Tour l'année d'après. L'UCI classe d'ailleurs la course en catégorie 2.2. Mais finalement, le choix se porte sur la Coupe de France Look des Clubs. Ceci entraîne la réduction de la course de 3 à 2 jours simplement, toutefois 3 étapes sont conservées.
L'édition 2008 voit la mise en place un nouveau trophée, en mémoire d'Eugène Tamburlini, coureur lozérien, et récompensant le meilleur coureur du Languedoc-Roussillon. Cette édition est la seule faisant partie de la coupe de France des clubs. En effet, pour l'édition 2009, la course intègre l'UCI Europe Tour, et reprend son format sur 3 jours.
À partir de 2010, en raison notamment de difficultés financières, la course se réduit à étapes seulement. De 2010 à 2013, la veille du départ, au soir, se dispute alors le Grand Prix cycliste de Mende entre les amateurs inscrits au tour, auxquels s'ajoutent les équipes locales.
L'édition 2016 est annulée en raison des difficultés pour obtenir l'utilisation des routes nationales et du manque d'équipes candidates. Pour l'édition 2017, la course est déclassée en niveau 2.2 et est renommée en Tour du Gévaudan Occitanie.
L'édition 2018, un temps menacée, est finalement maintenue mais le format change à nouveau, pour se dérouler en une seule étape, le dimanche.

### La transformation en 2019

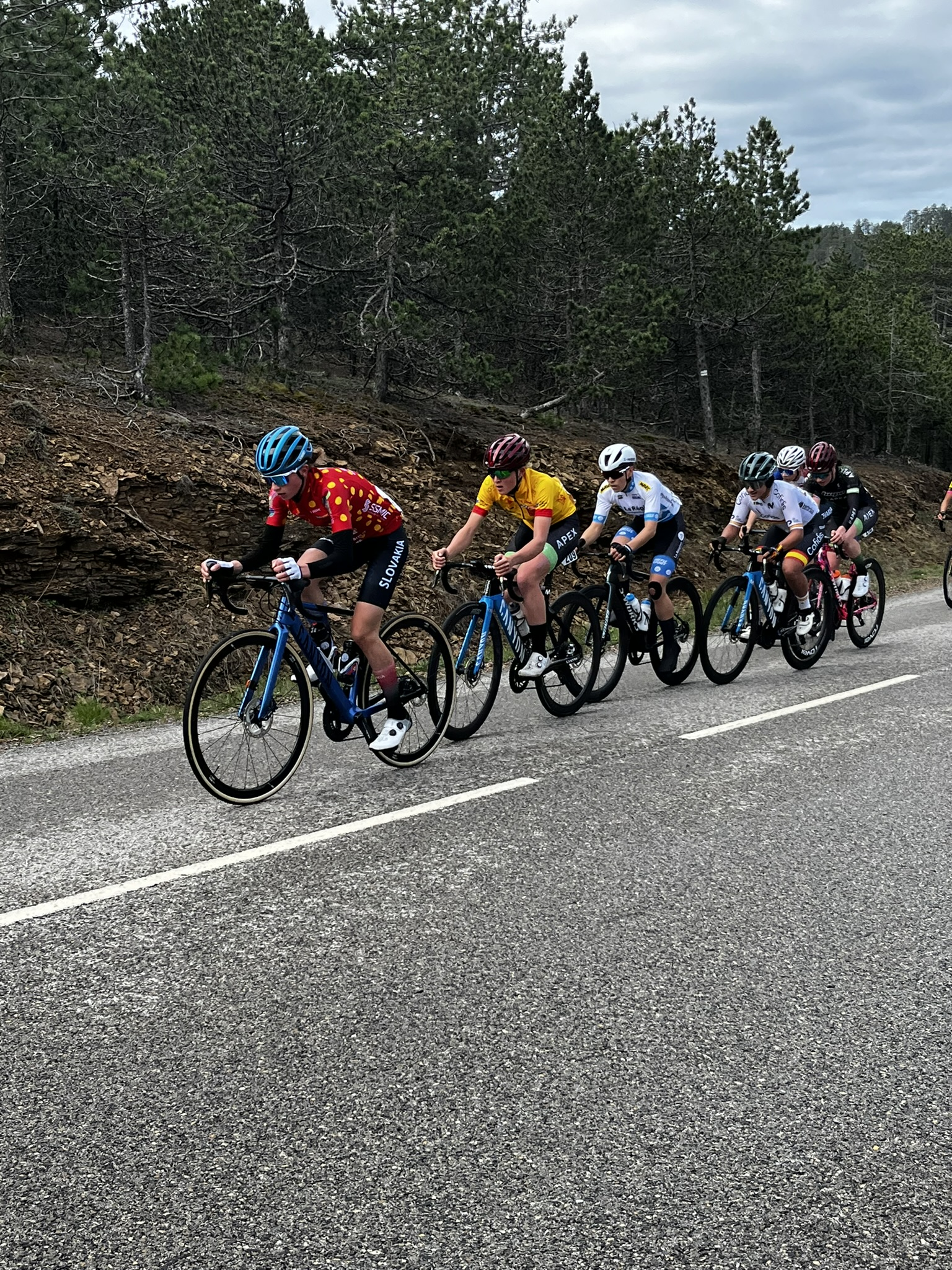
Viktória Chladoňová, devant Cat Ferguson, Célia Gery, Paula Ortiz, Imogen Wolff et Sofia Ungerova lors du Tour 2024

En début de saison 2019, l'épreuve n'est plus annoncée sur le calendrier masculin. Elle est finalement abandonnée sous ce format au profit d'une double épreuve : élite féminine et junior masculin.
La course change aussi de date, passant du mois de septembre à celui d'avril. La première année de cette nouvelle formule est marquée par la neige, qui conduit à une réduction de la 1re étape, et à un classement général aux points en non au temps. Chez les féminines, Arianna Fidanza s'impose lors des deux étapes, alors que chez les juniors hommes, Clément Rozès gagne la 1re étape et le classement général, alors que Mattéo Vercher remporte la 2e étape.
En 2020, une épreuve pour les juniors féminines apparaît et est inscrite au calendrier de la Coupe des Nations Femmes Juniors 2020. Cependant l'édition 2020, prévue en mai, est, dans un premier temps, annulée en raison de la pandémie de Covid-19. Finalement c'est une course élite femme, et une autre junior homme qui se court en septembre 2020.
En 2021, la course est à nouveau au calendrier de la Coupe des Nations Femmes Juniors 2021 et peut finalement se dérouler les 8 et 9 mai, avec la victoire de l'Allemande Linda Rieldmann.
En parallèle, la course masculine devait être une manche DN3, mais en raison de la pandémie de Covid-19, cette catégorie de coureurs n'est pas autorisée à rouler. C'est donc une épreuve élite nationale qui la remplace.
Depuis la saison 2022, seule la course de la coupe des nations femmes juniors est maintenue, avec un format sur 2 étapes.

## Palmarès

### Élite masculins (1973-2018)
| Année                               | Vainqueur           | Équipe                       | Nombre d'étapes | Vainqueurs étapes                                     |             |
| 1973                                | Bernard Bourreau    | Équipe de France             | -               | Michel Le Denmat                                      |             |
| 1974                                | Michel Charlier     | Sélection de France          | -               | Michel Charlier                                       |             |
| 1975                                | Bernard Vallet      | Peugeot Nice                 | -               | -                                                     |             |
| 1976                                | Joël Millard        | CR4C Roanne                  | -               | -                                                     |             |
| 1977                                | Michel Charlier     | Peugeot Nice                 | -               | -                                                     |             |
| 1978                                | Non disputé         | Non disputé                  | Non disputé     | Non disputé                                           |             |
| 1979                                | Non disputé         | Non disputé                  | Non disputé     | Non disputé                                           |             |
| 1980                                | Philippe Chevallier | Dauphiné Savoie              | -               | -                                                     |             |
| 1981                                | Étienne Néant       | Dauphiné Savoie              | -               | Jean-Luc Garnier                                      |             |
| 1982                                | Jean-Marie Landher  | EC Colmar                    | -               | -                                                     |             |
| 1983                                | Bernard Pineau      | CC Marmande                  | -               | -                                                     |             |
| 1984                                | Bernard Faussurier  | CR4C Roanne                  | -               | -                                                     |             |
| 1985                                | Jean-Paul Garde     | Stade Auxerrois              | -               | -                                                     |             |
| 1986                                | Fabrice Lagrange    | Stade Auxerrois              | -               | -                                                     |             |
| 1987                                | Denis Jusseau       | Stade Auxerrois              | -               | -                                                     |             |
| 1988                                | Philippe Delaurier  | Flandres Artois              | -               | Oleg Kozlitine                                        |             |
| 1989                                | Luis Felipe Moreno  | Colombie                     | -               | -                                                     |             |
| 1990                                | Eugeny Anaskine     | URSS                         | -               | -                                                     |             |
| 1991                                | Artūras Kasputis    | URSS                         | -               | -                                                     |             |
| 1992                                | Pascal Hervé        | Niort                        | -               | Olivier Ouvrard                                       |             |
| 1993                                | Pascal Churin       | AS Corbeil Essonne           | -               | -                                                     |             |
| 1994-2005 : Non disputé             |                     |                              |                 |                                                       |             |
| 2006                                | Ludovic Martin      | VC Lyon-Vaulx-en-Velin       | 3               | Gatis Smukulis, Ludovic Martin, Rémi Cusin            |             |
| 2007                                | Tanel Kangert       | Roue d'or Saint-Amandoise    | 3               | David Tanner, Cyril Druetta, Tanel Kangert            |             |
| 2008                                | Mateusz Taciak      | CC Étupes                    | 3               | Mateusz Taciak, Julien Bérard, Adam Illingworth       |             |
| La course intègre le calendrier UCI |                     |                              |                 |                                                       |             |
| 2009                                | David Rösch         | Atlas Romer's Hausbäckerei   | 3               | Francisco Ventoso, Laurent Mangel, Florian Vachon     |             |
| 2010                                | Jérôme Coppel       | Saur-Sojasun                 | 3               | Christophe Laurent, Guillaume Levarlet, Jérôme Coppel |             |
| 2011                                | Guillaume Levarlet  | Saur-Sojasun                 | 2               | Guillaume Levarlet (2)                                |             |
| 2012                                | Davide Rebellin     | Meridiana Kamen              | 2               | Robert Vrečer, Davide Rebellin                        |             |
| 2013                                | Yoann Bagot         | Cofidis                      | 2               | Yoann Bagot, Sébastien Duret                          |             |
| 2014                                | Amets Txurruka      | Caja Rural-Seguros RGA       | 2               | Thomas Degand, Alexis Vuillermoz                      |             |
| 2015                                | Thibaut Pinot       | FDJ                          | 2               | Thibaut Pinot, Alexis Vuillermoz                      |             |
| 2016                                | Non disputé         | Non disputé                  | Non disputé     | Non disputé                                           | Non disputé |
| 2017                                | Guillaume Martin    | Wanty-Groupe Gobert          | 2               | Guillaume Martin, Anthony Perez                       |             |
| 2018                                | Jaakko Hänninen     | EC Saint-Étienne             | 1               |                                                       |             |
| 2019                                | Non disputé         | Non disputé                  | Non disputé     | Non disputé                                           | Non disputé |
| 2020                                | Non disputé         | Non disputé                  | Non disputé     | Non disputé                                           | Non disputé |
| 2021                                | Joris Delbove       | SCO Dijon                    | 1               |                                                       |             |
| 2022                                | Tom Donnenwirth     | Pau Vélo 64                  | 1               |                                                       |             |
| 2023                                | Martin Tjøtta       | Bourg-en-Bresse Ain Cyclisme | 1               |                                                       |             |

Autres classements
| Année | Par équipe             | Par points               | Grimpeur                 | Combiné                  | Meilleure jeune                |
| 2009  | Agritubel              | Christophe Laurent (AGR) | Tomasz Marczyński (MIE)  | -                        | David Rösch (ARH)              |
| 2010  | Saur-Sojasun           | Jérôme Coppel (SAU)      | Jérôme Coppel (SAU)      | Jérôme Coppel (SAU)      | Wilco Kelderman (RAB)          |
| 2011  | Saur-Sojasun           | Guillaume Levarlet (SAU) | Jonathan Hivert (SAU)    | Guillaume Levarlet (SAU) | Johan Le Bon (BSC)             |
| 2012  | Bretagne-Schuller      | Armindo Fonseca (BSC)    | Sébastien Duret (BSC)    | Davide Rebellin (MKT)    | Omar Fraile (ORB)              |
| 2013  | Cofidis                | Marco Minnaard (RB3)     | Alexis Guérin (ESG)      | Yoann Bagot (COF)        | Pierre Latour (Chambéry CF)    |
| 2014  | Caja Rural-Seguros RGA | Thomas Rostollan (LPM)   | Ángel Madrazo (CJR)      | non attribué             | Thibaut Pinot (FDJ)            |
| 2015  | Caja Rural-Seguros RGA | Thibaut Pinot (FDJ)      | Ángel Madrazo (CJR)      | non attribué             | Hugh Carthy (CJR)              |
| 2017  | Caja Rural-Seguros RGA | Anthony Perez (Cofidis)  | Nicolas Edet (Cofidis)   | non attribué             | Elie Gesbert (Fortuneo-Oscaro) |
| 2018  | Direct Énergie         | Geoffrey Bouchard (CR4C) | Geoffrey Bouchard (CR4C) | non attribué             | Jaakko Hänninen (ECSE)         |

### Juniors masculins (2019-2020)
| Année | Vainqueur                         | Deuxième                          | Troisième                               |
| ----- | --------------------------------- | --------------------------------- | --------------------------------------- |
| 2019  | Clément Rozes (CA Castelsarrasin) | Alexis Delsangle (EJ Issoire)     | Adria Bartrina Moreno (Bellsola-Girona) |
| 2020  | Baptiste Vadic (Creuse Oxygène)   | Nicola Vinokourov (Monaco Junior) | Pablo Sanchez (Monaco Junior)           |

### Élite féminines (2019-2020)
| Année | Vainqueur       | Deuxième           | Troisième      |
| ----- | --------------- | ------------------ | -------------- |
| 2019  | Arianna Fidanza | Manon Minaud       | Annabel Fisher |
| 2020  | Morgane Coston  | Julia van Bokhoven | Iris Sachet    |

### Juniors féminines (depuis 2021)
| Année | Vainqueur                                 | Deuxième                             | Troisième                             |
| ----- | ----------------------------------------- | ------------------------------------ | ------------------------------------- |
| 2021  | Linda Riedmann (Sel. Allemagne)           | Francesca Barale (VO2 Team Pink)     | Anna van der Meiden (WV Schijndel)    |
| 2022  | Églantine Rayer (Normandie-Pays de Loire) | Julie Bego (Auvergne-Rhône-Alpes)    | Daniela Schmidsberger (Sel. Autriche) |
| 2023  | Federica Venturelli (Sel. Italie)         | Julie Bego (Auvergne-Rhône-Alpes)    | Xaydée Van Sinaey (Team Rytger)       |
| 2024  | Cat Ferguson (Shibden Apex RT)            | Viktória Chladoňová (Sel. Slovaquie) | Célia Gery (Auvergne-Rhône-Alpes)     |
| 2025  | Sidney Swierenga (Grouwels-Watersley R&D) | Paula Ostiz (Sel. Espagne)           | Alejandra Neira (Sel. Espagne)        |

Autres classements
| Année | Par équipe                  | Par points       | QOM                 | Meilleure jeune     | Étapes                            |
| 2021  | Allemagne                   | Marith Vanhove   | Francesca Barale    | Anna van der Meiden | Linda Riedmann x2                 |
| 2022  | Italie                      | Nienke Veenhoven | Églantine Rayer     | Julie Bego          | Églantine Rayer, Lucia Ruiz Pérez |
| 2023  | Comité Auvergne-Rhône-Alpes | Mia Gjertsen     | Federica Venturelli | Cat Ferguson        | Federica Venturelli, Cat Ferguson |
| 2024  | Shibden Hopetech Apex       | Puck Langenbarg  | Viktória Chladoňová | Sidney Swierenga    | Cat Ferguson x2                   |
| 2025  | Espagne                     | Paula Ostiz      | Paula Ostiz         | Alejandra Neira     | Abigail Miller, Sidney Swierenga  |